# Сан-Джованни-Лупатото
Сан-Джованни-Лупатото (итал. San Giovanni Lupatoto) — коммуна в Италии, располагается в провинции Верона области Венеция.
Население составляет 22 113 человек, плотность населения составляет 1168 чел./км². Занимает площадь 18,94 км². Почтовый индекс — 37057. Телефонный код — 045.
Покровителем коммуны почитается святой Иоанн Креститель. Праздник ежегодно празднуется 24 июня.

## Города-побратимы
- Сесине-Паризе, Франция (1986)